# Зграда Дома занатлија у Лесковцу
Зграда Дома занатлија у Лесковцу налази се у склопу старе трговачке, занатске чаршије у Лесковцу. Уписана је у листу заштићених споменика културе Републике Србије (ИД бр. СК 922).

## Карактеристике
Зграда је грађена осамдесетих година XIX века као кафански објекат у уличном низу чаршије и припада врсти културних добара варошке архитектуре посебног карактера. Састоји се из подрума и са пет степеница издигнутог приземља. Конструкција подрума је из плитхих сводова у опеци са масивним преградним зидовима и чучним отворима за пролаз. Споља долази до изражаја улазна партија са повученим двокрилним вратима. Лево и десно од улазних врата налазе се три “кафанска” прозора која се отварају у поље, што је карактеристично за деведесете године XIX. века. Натпрозорници прозора обликовани су у облику сегментних лукова. Фасадна пластика и декорација састоји се из кровног отвора, пиластара и тимпанона изнад отвора обликује стилском обрадом у комбинацији неоренесансе и романтизма. Кров је на две воде са нагибом према улици, покривен фалцованим црепом.